# خانه قاضی رویدر
خانه قاضی رویدر یک خانه تاریخی مربوط به دوره قاجاریه است که در شهر رویدر، شهرستان خمیر، استان هرمزگان قرار دارد. این اثر در تاریخ ۱۶ دی ۱۳۸۷ با شمارهٔ ثبت ۲۴۴۹۲ به‌عنوان یکی از آثار ملی ایران به ثبت رسیده‌است.